# GRAFT
GRAFT Gesellschaft von Architekten mbH, kurz GRAFT, ist ein multidisziplinäres Büro für Architektur, Stadtplanung sowie Produkt- und Kommunikationsdesign mit Hauptsitz in Berlin. Gegründet wurde das Architekturbüro 1998 in Los Angeles und hat seitdem eine Vielzahl von Projekten in verschiedenen Typologien und Standorten weltweit realisiert. Neben dem Hauptsitz in Berlin-Mitte unterhält das hybrid office weitere Standorte in Los Angeles, Shanghai und Seoul.

## Unternehmen
GRAFT wurde 1998 in Los Angeles von Lars Krückeberg, Wolfram Putz und Thomas Willemeit gegründet. 2018 kamen Sven Fuchs und Georg Schmidthals als weitere Partner hinzu. Das Architekturbüro beschäftigt etwa 100 Mitarbeitende aus über 20 Nationen und legt den Schwerpunkt nicht nur auf die architektonische und gebaute Umwelt, sondern ebenfalls auf Interdisziplinarität. Das zeigt sich in der Erweiterung auf Ausstellungs- und Produktdesign, Kunstinstallationen und akademische Projekte sowie in den internationalen Projektstandorten.
Mit dem Projekt Tor 149 realisierte das Büro im Sommer 2012 sein erstes Mehrfamilienhaus in Berlin. Weitere Projekte wie z. B. das GRAFT-Headquarters (2023), das mehrfach ausgezeichnete Projekt Bricks (2021) und der Wohnungsneubau WAVE (2019) folgten. Parallel dazu wurden internationale Großprojekte ausgeführt, darunter die Luxe Lake Towers in Chengdu, China (2019), das City Center Las Vegas (2010), das W Hotel in New York, Vereinigte Staaten von Amerika (2009) sowie das Hotel Iveria in Tiflis, Georgien (2009). Weitere Projekte umfassen Infrastrukturprojekte im Bereich new mobility. In diesem Kontext hat GRAFT unter anderem Projekte für die Firmengruppe Max Bögel (Maglev Train Stations) sowie ein Vertiport-System und einen Vertiport-Prototyp (VoloPort) für Volocopter entworfen.
Neben architektonischen Projekten initiiert GRAFT auch soziale Projekte. Im Jahr 2007 gründeten GRAFT, Brad Pitt, Bill McDonough und die Cherokee Foundation die Make It Right Foundation, um den Lower Ninth Ward in New Orleans nach dem Hurrikan Katrina wieder aufzubauen. Eine weitere GRAFT-Initiative ist Solarkiosk, ein Unternehmen, das saubere Energie, Konnektivität und Solarprodukte in ländliche Gebiete in Subsahara-Afrika bringt.
GRAFT hat im Jahr 2017 zusammen mit Marianne Birthler, durch die Berufung von Bundesbauministerin Barbara Hendricks, den deutschen Beitrag zur 16. Architekturbiennale in Venedig kuratiert. Das Ergebnis war die Unbuilding Walls- Ausstellung. 2023 hielt das Büro seine Jubiläumsexposition TASTE IS THE LACK OF APPETITE im Aedes Architekturforum Berlin ab.

## Projekte (Auswahl)

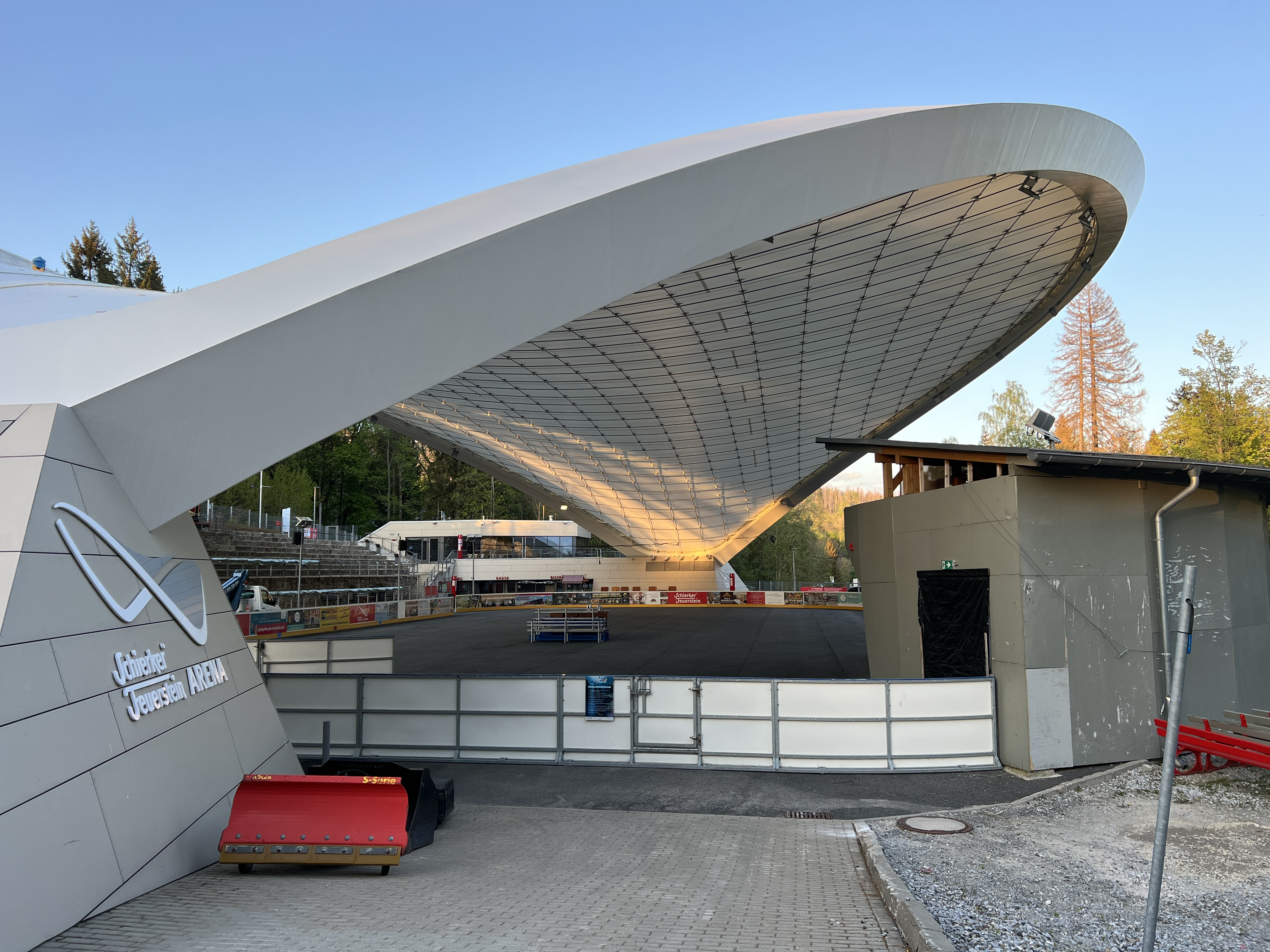
Arena Schierke

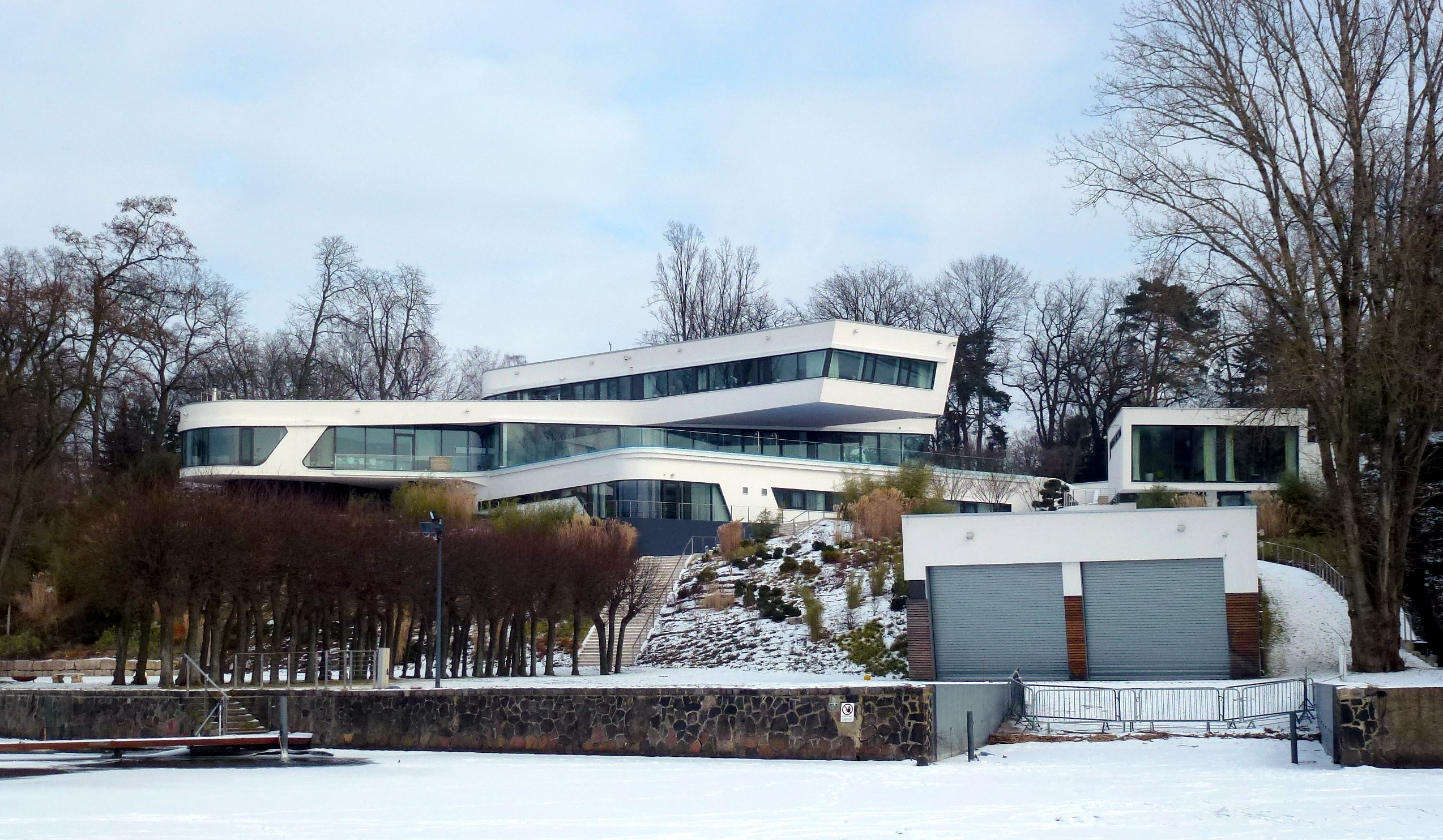
Graft-Villa auf Schwanenwerder

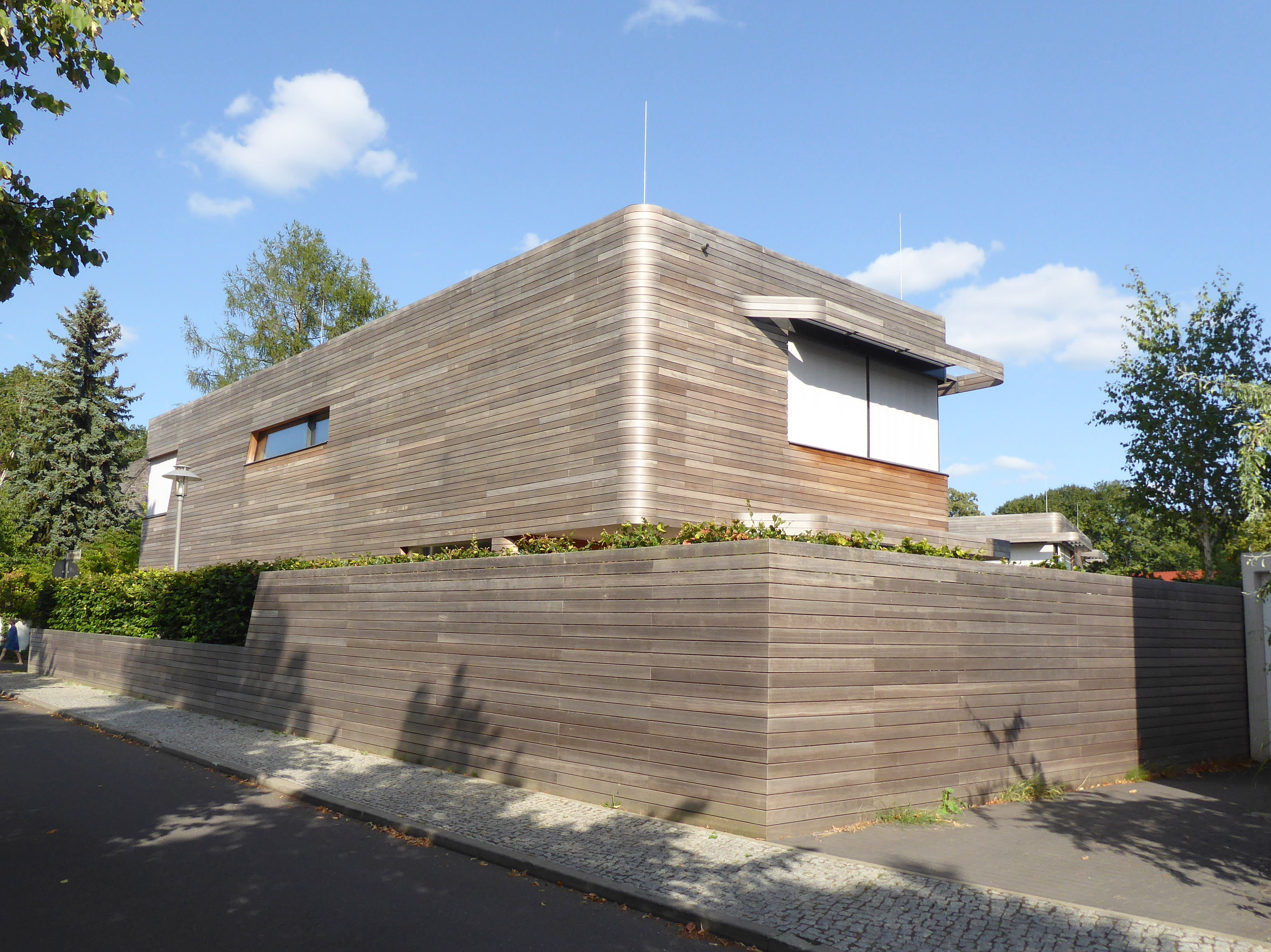
HOLISTIC LIVING in Berlin-Wannsee

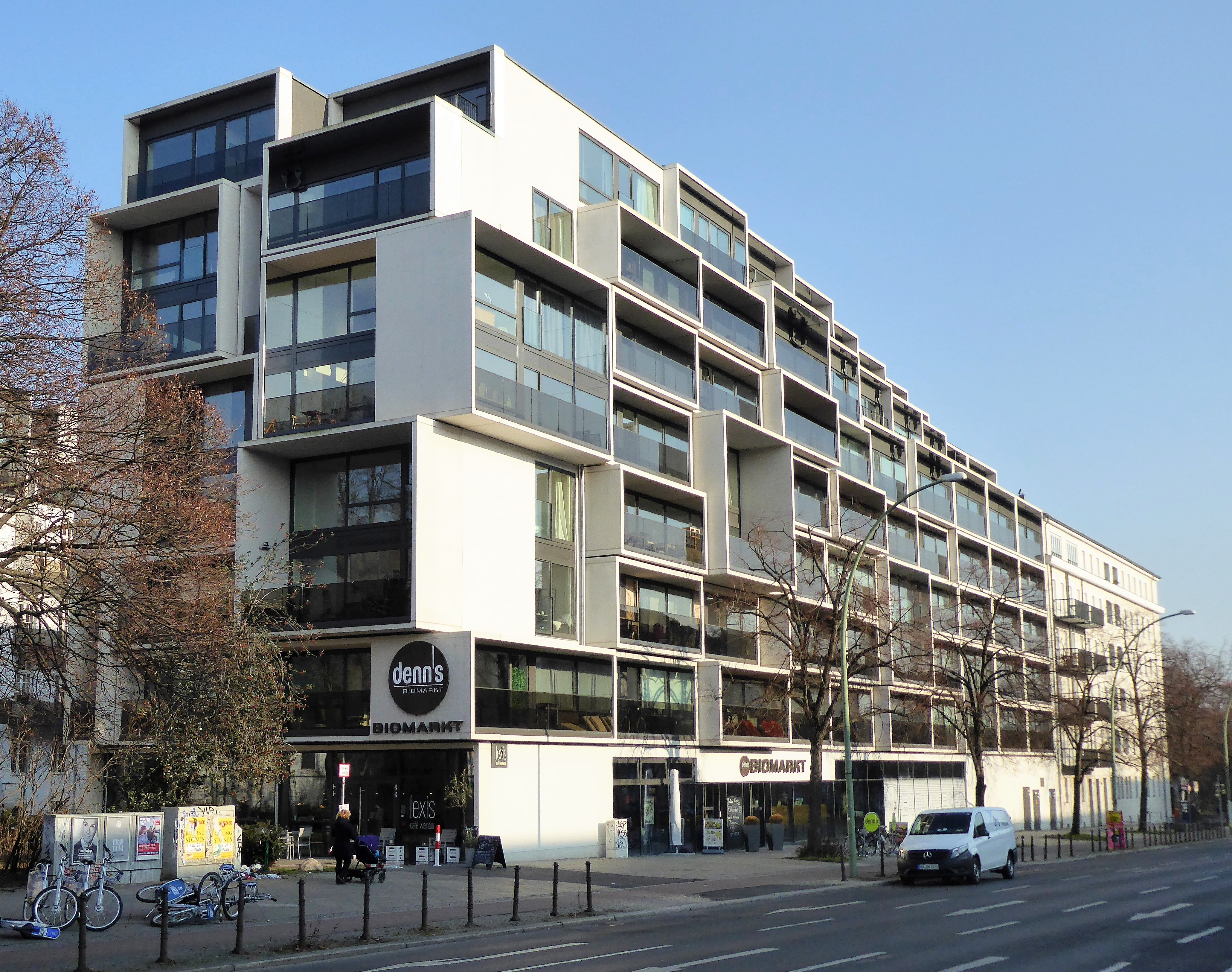
Paragon Apartments in Berlin-Prenzlauer Berg

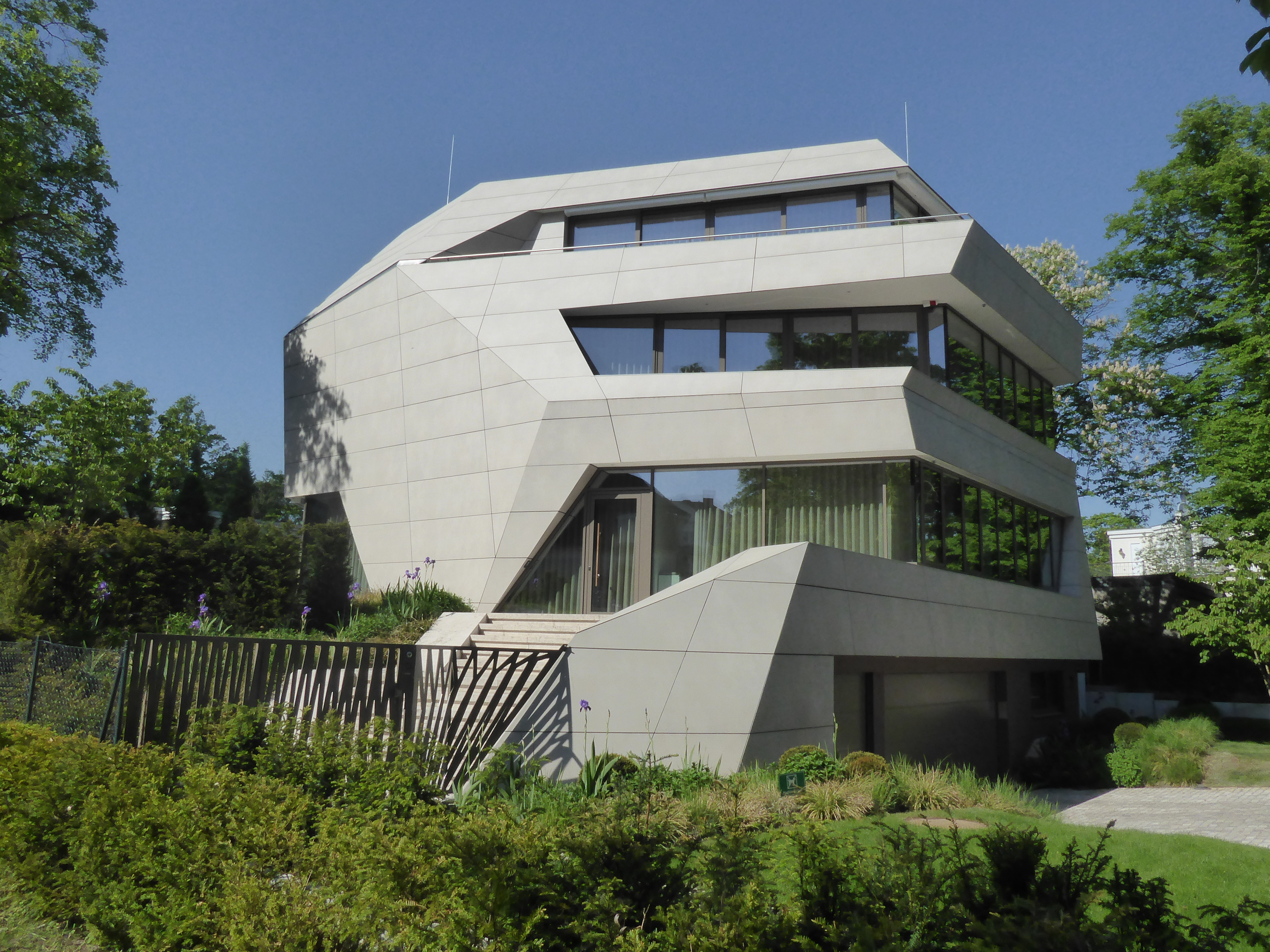
Grunewald Gneiststraße Villa M

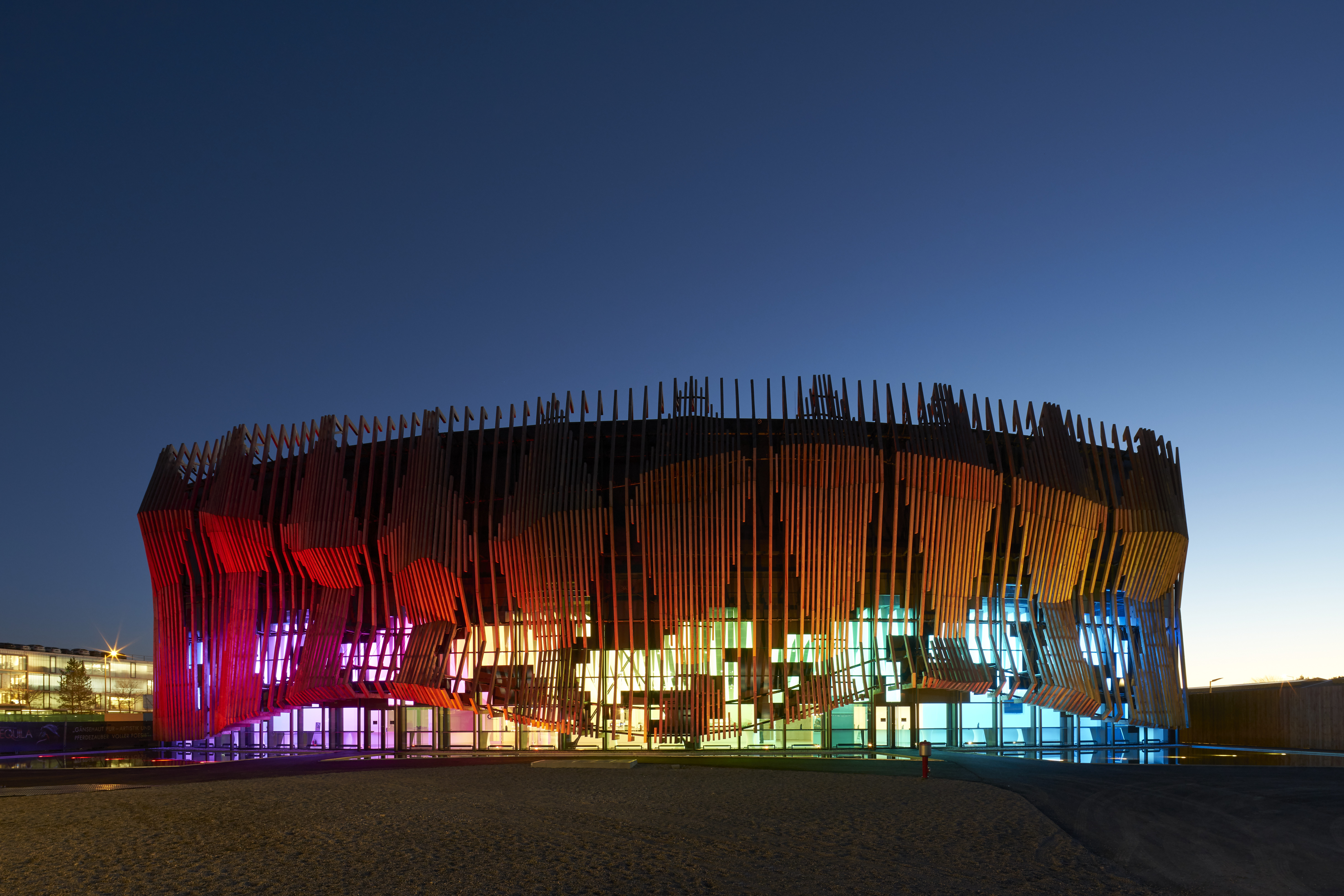
Showpalast München

- 2022: Eiswerk, Berlin, Deutschland
- 2022: POP KUDAMM, Berlin, Deutschland
- 2021: Bricks, Berlin Deutschland
- 2019: WAVE, Berlin, Deutschland
- 2019: Trilux Licht Campus, Köln, Deutschland
- 2019: Luxe Lake Towers, Chengdu, China
- 2019: Internationales Retail Design Mercedes-Benz, weltweit
- 2018: Urban Nation Museum, Berlin, Deutschland
- 2018: Templiner Park, Berlin, Deutschland
- 2017: Schierker Feuerstein Arena, Wernigerode, Deutschland
- 2017: Apassionata Showpalast München, München, Deutschland
- 2017: Hotel und Spa Seezeitlodge am Bostalsee, Bostalsee, Deutschland
- 2017: Villa M, Berlin, Deutschland
- 2016: BRLO Brwhouse, Berlin, Deutschland
- 2016: Paragon Apartments, Berlin, Deutschland
- 2015: Plusenergiehäuser Holistic Living, Berlin, Deutschland
- 2014: Old Mill Hotel, Belgrad, Serbien
- 2013: Parametrische (T)raumgestaltung, Berlin, Deutschland
- 2013: Autostadt Dach und Service Pavillon, Wolfsburg, Deutschland
- 2013: Hotel Lofer, Lofer, Österreich
- 2012: Platoon Berlin(temporäre Kunsthalle), Berlin, Deutschland
- 2012: Solarkiosk, weltweit
- 2012: Tor 149, Berlin, Deutschland
- 2010: KU64 Kinderzahnarzt, Berlin, Deutschland
- 2009: Boulevard der Stars
- 2009: Russisch-Jüdisches Museum für Toleranz, Moskau, Russland
- 2009: Iveria Hotel Radisson SAS, Tiflis, Georgien
- 2009: Make It Right shotgun House, New Orleans, USA
- 2009: W Hotel, New York, USA, 2009
- 2009: City Centers Aria, Las Vegas, USA
- 2008: The Emperor, Hotel, Peking, China
- 2008: KU64 Zahnklinik, Berlin. Deutschland
- 2008: DC Shoes Store, Los Angeles, USA
- 2008: Stack Restaurant & Bar, Las Vegas, USA
- 2008: Ginko Bacchus, Chengdu, China
- 2008: Brand Restaurant & Bar, Las Vegas
- 2007: Opticon, Eyewear Store, Hamburg, Deutschland
- 2007: Dalian Amber Bay, Dalian, China
- 2007: Wiederaufbau des Viertels Lower Ninth Ward, Awarenesskampagne, Ausstellungsdesign, New Orleans, USA
- 2004: Hotel Q, Berlin, Deutschland
- 2004: Vertical village, Dubai, VAE
- 2003: Fix Restaurant, Las Vegas, USA
- 1998: Pitt Studio, Los Feliz, USA

## Auszeichnungen und Preise
- Rigips Trophy 2007, 1. Platz, Category Innovation (Graftworld)
- Bardesign of the Year 2007, Mixology Awards, Bar Convent Berlin (Hotel Q)
- The International Architecture Award, Chicago Athenaeum, 2008 (Stack)
- D&AD Award, Yellow Pencil, Category Environmental Design/Installation, 2008 (MIR)
- Grand SADI Award, 2008 (Opticon)
- Archip 2008, Bereich Public Interior/Innovation (KU64)[31]
- red dot design award, 2008 (Kanera 1D)
- Good Design, 2009 (Kanera 1D)
- red dot design award, 2009 (Thermopal Designers Collection)[32]
- Stahl-Innovationspreis 2009 (Kanera 1D)
- Designpreis der Bundesrepublik Deutschland, Gold, 2009 (Pink Project)
- International Architecture Award, 2009
- AR-Architectural Review Awards, 2009 (Make It Right Shotgun House)
- American Architecture Awards, 2009 (Make It Right Shotgun House)

## Wettbewerbe
- 2024: Carl Bechstein Campus[33][34], Berlin, 1. Preis
- 2023: Ulmenallee, Berlin, 1. Preis
- 2021: Shellack-Höfe, Berlin, 1. Preis
- 2018: Air Taxi VoloPort, 1. Preis zusammen mit GRAFT Brandlab und Arup
- 2016: Rose Square City Centre, Tiflis, Georgien, 1. Platz
- 2014: MAR 2020, Internationaler Markenauftritt Mercedes-Benz, 1. Platz

## Fernsehinterviews/ -dokumentationen
- Berliner Stadtbaugespräche: Lars Krückeberg[35] – Architekten und Ingenieurverein zu Berlin-Brandenburg e. V., Deutschland, 2022
- Design. Inspire. Deliver. SAP Designtalks[36], Deutschland, 2021
- GRAFT Architects – Zukunft bauen[37], euromaxx, DW News, 2011
- Künstler hautnah – Graft, Julie Schrader, ARTE, Frankreich 2007.[38]

## Publikationen
- TASTE IS THE LACK OF APPETITE. Hybrid approaches to architecture. hrsg. von AEDES, Berlin, 2023, ISBN 978-3-943615-82-1
- IDENTITY. New Commercial, Cultural and Mobility Architecture. Birkhäuser Verlag, Basel/Berlin/Boston, 2020, ISBN 978-3-0356-1916-4.
- Unbuilding Walls. From Death Strip to Freespace. Birkhäuser Verlag, Basel/Berlin/Boston, 2018, ISBN 978-3-0356-1613-2
- Futopolis – Urbanization Survey. hrsg. Zukunftsinstitut GmbH, Frankfurt/Berlin, 2018, ISBN 978-3-945647-48-6
- GRAFT Home. Story. Birkhäuser Verlag, Basel/Berlin/Boston, 2017, ISBN 978-3-0356-1162-5
- Architecture Activism. Birkhäuser Verlag, Basel/Berlin/Boston, 2017, ISBN 978-3-945647-01-1
- GRAFT Architects – Distinct Ambiguity. Die Gestalten Verlag, Berlin 2011, ISBN 978-3-89955-392-5 (zur gleichnamigen Ausstellung im Haus am Waldsee).
- Architecture in Times of Need. Verlag Prestel, München, 2009, ISBN 978-3-7913-4276-4
- Graftworld Aedes Exhibition. hrsg. von Aedes, ISBN 3-937093-76-1.